# Euphyia transversa
Euphyia transversa là một loài bướm đêm trong họ Geometridae.